# 埃莱娜·德·波尔特
埃莱娜·德·波尔特伯爵夫人（法語：Hélène de Portes，1902年2月24日—1940年6月28日），法国一位贵族女性，因其对她的情人保罗·雷诺的强烈影响而被人们铭记，后者是第三共和国时期的法国总理，曾领导法国抵抗纳粹德国的侵略但却以失败告终。她被历史学家描述为：“一个中年妇女，声音尖利、说话吵闹、要求很高，说话像喜鹊，总爱发脾气。”戴高乐将军形容她为“火鸡”，而温斯顿·丘吉尔则称她为“鹦鹉”。

## 早年生平
埃莱娜·德·波尔特于1902年出生在一个富裕的中产家庭，她的父亲查理·雷布菲尔曾在1917年至1939年期间担任马赛大旅游公司的工程师和董事。她嫁给了亨利·德·波尔特伯爵并由此获得了“波尔特伯爵夫人”的头衔，但她在给伯爵生下两个孩子后便与其分居。1930年，她成为了刚刚入阁担任部长的雷诺的情妇。

## 情妇生涯
随着雷诺在1930年代通过他在党内（民主共和联盟）地位的上升，波尔特伯爵夫人在政界的地位也随之上升。她时常举办有右翼人士参加的文学沙龙，政府内部人士将她描述为“la porte à côté”（通向权力的一扇侧门），有兴趣的人可以通过其了解法国政坛高层的心态。
随着纳粹德国势力的壮大，雷诺被国内许多民众和议员认为是能抵抗德国的代表人物。他于1938年成为财政部长，并于1940年3月21日在德国占领波兰后成为法国总理。因此，雷诺领导的政府能否长期维持取决于战事的进展以及法国同英国的联盟。然而，虽然从对抗阿道夫·希特勒的角度来看，法国与英国结盟是战时的策略，但该联盟却令波尔特伯爵夫人颇为厌恶，她被描述为“如此强烈地反英，以至于希特勒曾派使者来讨好她。”
雷诺领导的政府对抗轴心国的实力一直受到他的右翼伙伴的损害，后者同意大利总理墨索里尼和德国政府要员奥托·阿贝茨保持着友谊。
法军在灾难性的色当战役中惨败，法国事实上已然失去了战略优势，政府和军队被迫从巴黎撤退。1940年6月10日至13日，雷诺试图在波尔多重组他的政府与部队，他于6月12日和国防部次长戴高乐将军展开了紧急磋商，但埃莱娜·德·波尔特伯爵夫人亲自干预了他们的讨论，并在他们面前大发雷霆，因为她认为进一步持续战争是徒劳的。伯爵夫人对丘吉尔首相尤其反感，据他的保镖沃尔特·汤普森所说，实际上波尔特伯爵夫人曾用她藏在克里斯汀·迪奥礼服中的刀刺向丘吉尔的喉咙。
随着法国战线的持续瓦解，雷诺内阁和他的情妇于6月15日短暂搬迁到波尔多的Splendid酒店。波尔特伯爵夫人正努力说服她的伴侣接受停战谈判，当时美国大使馆的一位外交官回忆说：“我认为她在雷诺作为总理的最后关键几天中对于鼓励失败主义分子的作用不应该被低估，她在我的办公室里哭了一个小时，让我们敦促雷诺同意停战。”美国大使威廉·布列特也曾写信给罗斯福总统：“不要在电话里对雷诺说任何机密信息，因为这位女士总是在那儿，并到处重复她所听到的一切！”

埃莱娜·德·波尔特伯爵夫人在6月16日的最后干预是针对丘吉尔和让·莫内的最后一搏计划，即法国和英国紧急合并为一个政治、军事和经济一体化的“法英联盟”。建立法英联盟的文件本应在当晚提交给法国内阁，作为请求停战的替代方案，但波尔特伯爵夫人却进入速记员的房间读到了正在打字中的文件；随后她将盟约内容透露给倾向于停战的主和派部长们，还在雷诺生病期间主导了内阁会议的决策。最终内阁多数成员拒绝批准“法英联盟”，雷诺总理也于当晚宣布辞职。

## 死亡
波尔特伯爵夫人（她的“伯爵夫人”头衔是在婚姻中获得的贵族称号，但在第三共和国并没有法律地位）在雷诺下野后与他一起离开波尔多并向东南方向行驶，以远离前进的德国军队，他们打算在停战前逃往法属北非。6月28日，在雷诺的驾驶下，他们的车莫名其妙地偏离了道路，撞上了位于弗龙蒂尼昂和塞特之间道旁的一棵梧桐树上。波尔特伯爵夫人当场丧命，而雷诺则因头部受伤较轻而幸免于难。雷诺被送往蒙彼利埃的医院治疗，但他在出院时被捕，并在余下的战争期间被监禁。大约在同一时间，法国外交官多米尼克·莱卡在马德里被警方逮捕，当时他持有一个装有黄金和珠宝的外交邮袋，这些袋子原本是为计划转移到美国的波尔特伯爵夫人和她的孩子准备的，这件事被维希政府广泛宣传，用于进一步抹黑原第三共和国。

## 文献来源
- Barber, Noel. . New York City: Stein and Day. 1976. ISBN 0-8128-1921-7.
- Shirer, William L. . New York City: Simon & Schuster. 1969.